# Mark Everett
Mark Everett (David Mark Everett; * 2. September 1968 in Bagdad, Florida) ist ein ehemaliger US-amerikanischer Sprinter und Mittelstreckenläufer, der sowohl im 800-Meter-Lauf wie auch in der 4-mal-400-Meter-Staffel erfolgreich war.
1988 schied er bei den Olympischen Spielen in Seoul im Vorlauf aus.
1991 gewann er Bronze bei den Weltmeisterschaften in Tokio. Im darauffolgenden Jahr gelangte er bei den Olympischen Spielen in Barcelona in das Finale, erreichte aber bei diesem nicht das Ziel. 1993 siegte er bei den Leichtathletik-Hallenweltmeisterschaften 1993 in Toronto mit den US-Staffeln in der 4-mal-400-Meter-Staffel sowie im Demonstrationswettkampf der 1600-Meter-Staffel und erreichte bei den Weltmeisterschaften in Stuttgart das Halbfinale.
Bei den Weltmeisterschaften 1995 in Göteborg und 1997 in Athen wurde er jeweils Achter. Bei den Hallenweltmeisterschaften 1997 in Paris gewann er erneut Gold mit dem US-Team in der 4-mal-400-Meter-Staffel.
2000 siegte er zwar bei den US-Ausscheidungskämpfen für die Olympischen Spiele in Sydney, schied dort aber schon im Vorlauf aus.
Insgesamt wurde er im Freien und in der Halle zwölfmal nationaler Meister.
Mark Everett ist 1,83 m groß und wog zu Wettkampfzeiten 74 kg. Er studierte an der University of Florida.

## Persönliche Bestzeiten
- 400 m: 44,59 s, 27. Juni 1991, Helsinki
  - Halle: 45,44 s, 28. Februar 1991, Sevilla
- 800 m: 1:43,20 min, 9. Juli 1997, Linz
  - Halle: 1:46,28 min, 25. Februar 1990, Gainesville